# Lutzomyia cultellata
Lutzomyia cultellata är en tvåvingeart som beskrevs av Freitas R. A., Albuquerque M. I. C. 1996. Lutzomyia cultellata ingår i släktet Lutzomyia och familjen fjärilsmyggor. Inga underarter finns listade i Catalogue of Life.